# Daumantas di Lituania
Daumantas o Dovmont (... – 1285 circa) fu granduca di Lituania dal 1282 alla sua morte, presumibilmente avvenuta nel 1285.

## Biografia
Daumantas è menzionato nelle cronache una sola volta e, in assenza di altre prove, si presume che fosse stato il Granduca che per qualche anno subentrò al posto di Traidenis dopo che questi morì. Si ritiene il suo successore sia stato Butegeidis. Le relazioni tra Traidenis, Daumantas e Butegeidis sono sconosciute.
Il periodo tra il 1281/1282 (morte di Traidenis) e il 1289 (inizio del dominio di Butegeidis) è uno dei periodi più scarsamente documentati nella storia della Lituania. Le uniche informazioni registrate sul Granduca di Lituania in quel periodo sono rintracciabili in una breve menzione del 1285. Sette cronache laurenziane russe registrano tutte la stessa versione: nel marzo o in agosto 1285 i lituani, guidati dal Granduca Daumantas, attaccarono i territori di Simeone, vescovo di Tver. In particolare, i lituani attaccarono il volost' di Oleshnya (волость Олешня) del Principato di Tver'. La posizione del volost' di Oleshnya è ignota, ma gli storici hanno identificato tre possibili posizioni: Vladimir Borzakovskij sostiene sia il villaggio di Aleshevo (Алешево), nell'uezd di Zubtsov. Vladimir Kuchkin ritiene sia situata l'area tra il fiume Sheshma (Шешма) e il Vazuza, mentre lo storico locale Leletsky localizza il volost' nei dintorni del fiume Aleshnya (Алешня), un affluente del fiume Gzhat. Un giorno prima della festa della Trasfigurazione di Gesù (6 agosto), l'esercito lituano fu sconfitto dalle forze unite di Tver', Mosca, Volokolamsk, Toržok, Dmitrov, Zubtsov e Ržev. Quattro cronache menzionano Daumantas fosse stato fatto prigioniero, mentre altri ritengono sia stato ucciso. Queste sono tutte le informazioni disponibili su Daumantas.

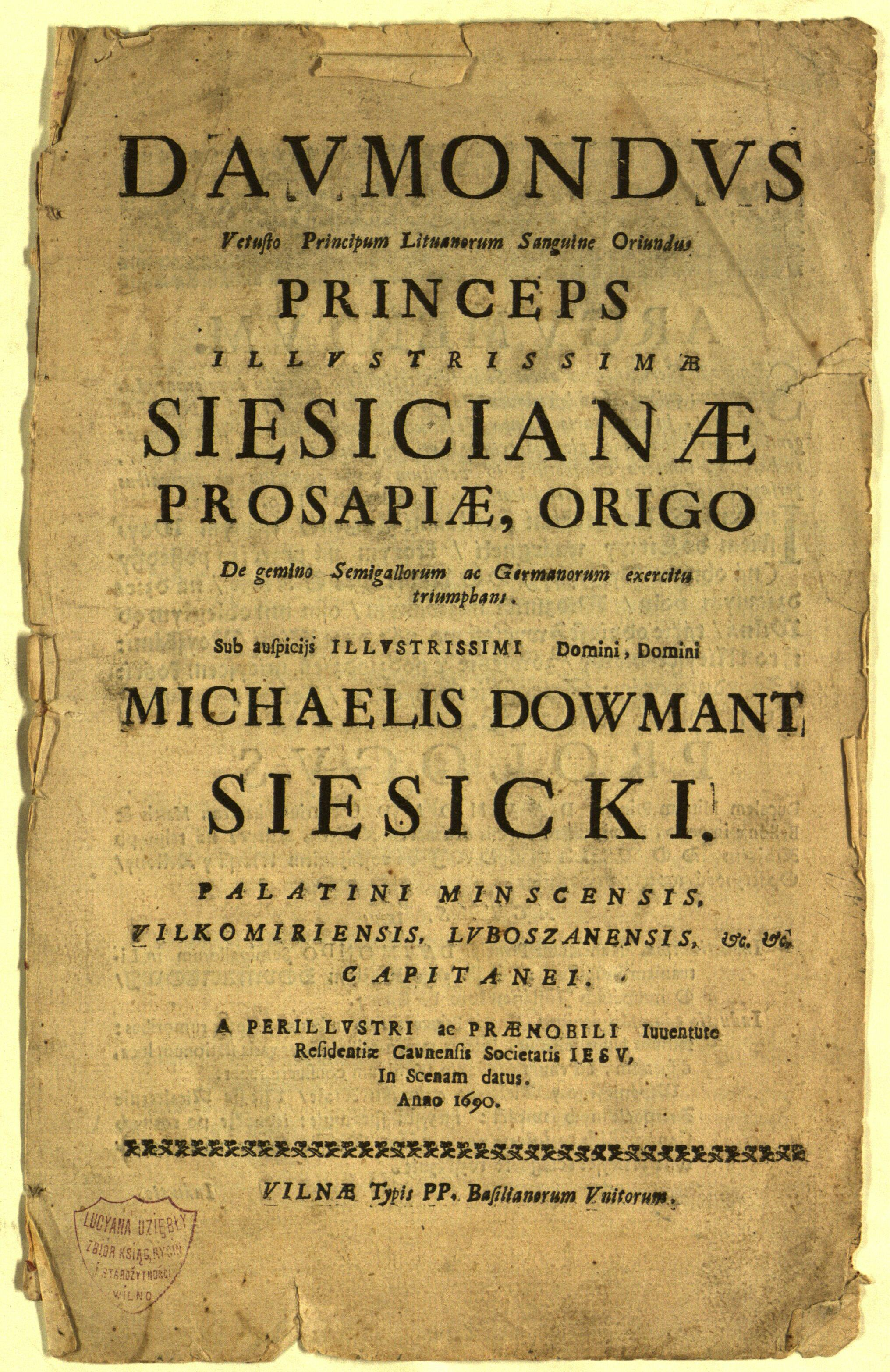
Locandina teatrale del melodramma Daumantas, discendente dall'antica famiglia di principi lituani, scritto dai gesuiti di Kaunas nel 1690

Il motivo dell'invasione di Tver' da parte del Granduca è ignoto. Un altro evento raccontato da fonti coeve è un'incursione dei lituani nella Repubblica di Novgorod nell'inverno 1285, ma è possibile che le date siano state confuse e la scorreria avesse avuto luogo prima dell'invasione di Daumantas. Queste due incursioni nelle terre russe testimoniano una nuova zona di interesse per i baltici, poiché Traidenis si era concentrato sull'Ordine di Livonia, la Rutenia Nera e il Principato di Galizia-Volinia (sebbene Daumantas non disdegnò le terre abitate dai sudoviani). Gli storici hanno teorizzato l'inserimento di Daumantas nella faida tra i due fratelli di Novgorod Dmitrij e Andrea, figli di Aleksandr Nevskij, o nella successione a Tver' del quattordicenne Michail Jaroslavič, ma non è possibile trarre conclusioni definitive per assenza di fonti scritte.